# Белица (Бугарска)
Белица (буг. Белица) град је у Републици Бугарској, у југоисточном делу земље. Град је припада Благоевградској области. Град је и управно седиште истоимене општине.

## Географија
Град Белица се налази у југозападном делу Бугарске, у историјској покрајини Пиринска Македонија. Од престонице Софије град је око 150 km јужно, а од обласног средишта, града Благоевграда, град је удаљен 70 km источно.
Област Белице налази се у између планина Риле и Родопа, на знатној надморској висини (950 m н. в.). Кроз град тече река Места горњим делом тока.

## Историја
Околина Белице је првобитно била насељена Трачанима. После тога овим подручјем владају стари Рим и Византија, средњовековна Бугарска, а затим је подручје пало под власт Османлија. У ово време извршена је масовна исламизација овог краја, па и данас има доста бугарских муслимана — Помака.
Године 1912. град је припао новооснованој држави Бугарској.

## Становништво
По проценама из 2010. године град Белица је имао око 3.300 становника. Већина градског становништва су Помаци — етнички Бугари исламске вероисповести. Остатак су Бугари православци, те малобројни Роми и Турци. Последњих 20ак година град губи становништво због удаљености од главних токова развоја у земљи. Оживљавање привреде требало би зауставити негативни демографски тренд.
Претежна вероисповест становништва је ислам, а мањинска православље.